# David Broome

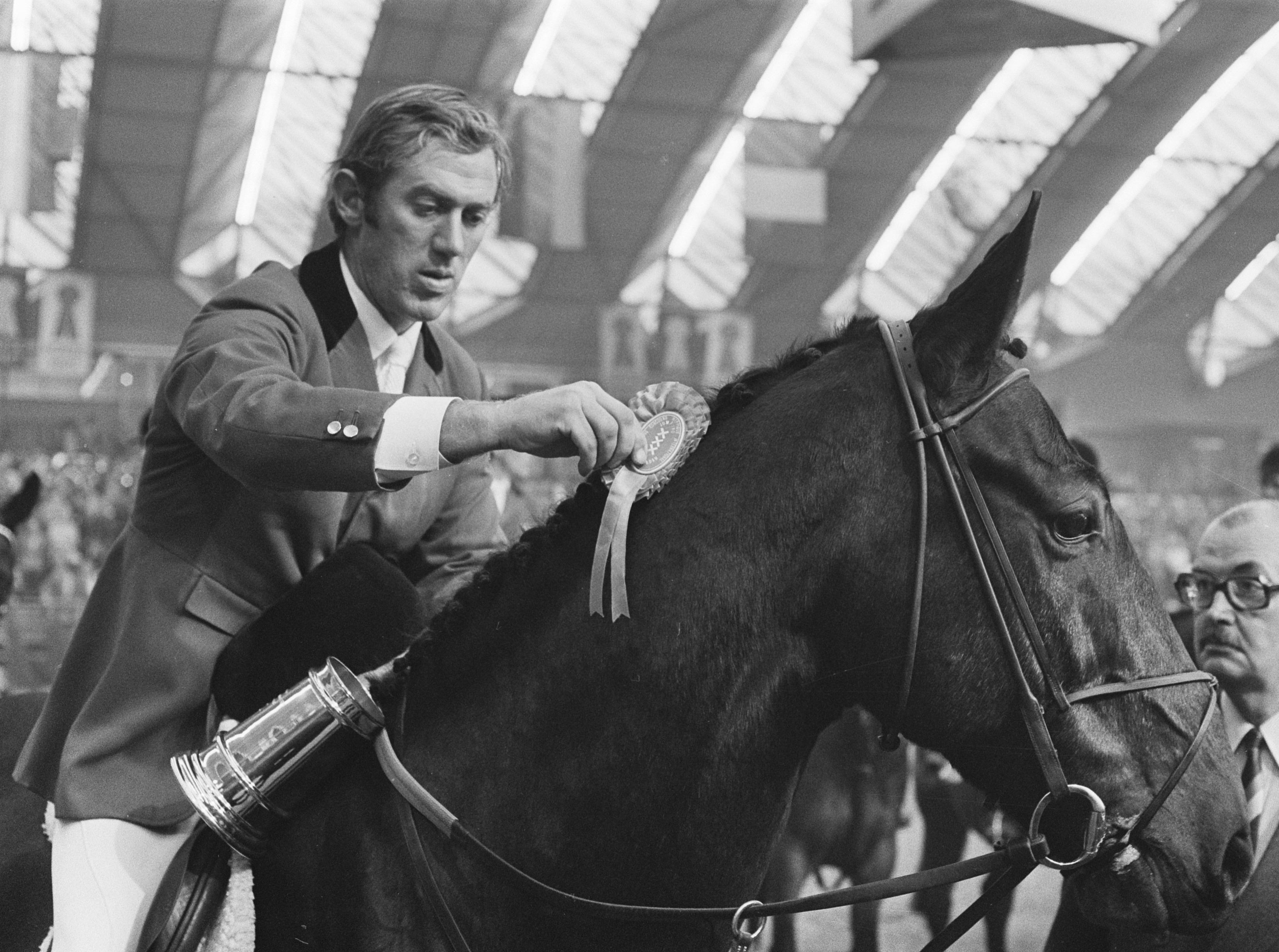
David Broome in 1975

David McPherson Broome, CBE (* 1. März 1940 in Cardiff) ist ein ehemaliger britischer Springreiter.

## Leben
Broome nahm an zahlreichen Championaten und Olympischen Spielen teil, wobei er diverse Medaillen errang. Unter anderem war er Einzel- und Mannschafts-Weltmeister, dreimaliger Einzel- und einmal Mannschafts-Europameister. 1960 wurde er zu Großbritanniens Sportler des Jahres gewählt.
Anfang des Jahres 2013 übernahm David Broome die Präsidentschaft der British Show Jumping Association (britischer Springreiterverband).
David Broome hat mehrere Geschwister; seine Schwester Liz Edgar war ebenso als Springreiterin aktiv (u. a. Siegerin im Großen Preis von Aachen 1980). Sein Sohn James ist als Zwei- und Vierspännerfahrer im Fahrsport erfolgreich.

## Erfolge
- Olympische Spiele
  - 1960 in Rom: Bronzemedaille Einzel auf Sunsalve
  - 1968 in Mexiko: Bronzemedaille Einzel auf Mister Softee
- Weltmeisterschaften:
  - 1960 in Venedig: Bronzemedaille Einzel auf Sunsalve
  - 1970 in La Baule: Goldmedaille Einzel auf Beethoven
  - 1978 in Aachen: Goldmedaille Mannschaft auf Philco
  - 1982 in Dublin: Bronzemedaille Mannschaft auf Mr. Ross
  - 1990 in Stockholm: Bronzemedaille Mannschaft auf Lannegan
- Europameisterschaften:
  - 1961 in Aachen: Goldmedaille Einzel auf Sunsalve
  - 1967 in Rotterdam: Goldmedaille Einzel auf Mister Softee
  - 1969 in Hickstead: Goldmedaille Einzel auf Mister Softee
  - 1977 in Wien: Silbermedaille Mannschaft
  - 1979 in Rotterdam: Goldmedaille Mannschaft
  - 1983 in Hickstead: Silbermedaille Mannschaft
  - 1991 in La Baule: Silbermedaille Mannschaft